# Đại học Macquarie
Viện Đại học Macquarie hay Đại học Macquarie (tiếng Anh: Macquarie University) là một viện đại học ở Sydney, Úc. Được thành lập năm 1964, Macquarie liên tục nằm trong các xếp hạng 10 trường đại học tốt nhất tại Úc. Khuôn viên trường rộng 126 ha và nằm trong khu công nghệ cao Suburb của Macquarie Park / North Ryde. Macquaire kết hợp giữa các nền văn hóa đa dạng cùng quan điểm toàn cầu hóa vào nghiên cứu và công tác dạy học, tăng cường và đảm bảo chất lượng các hoạt động giáo dục và quan hệ đối tác chiến lược. Macquarie cũng đa dạng hóa tuyển dụng, chương trình giảng dạy và những kinh nghiệm của sinh viên để giúp họ đạt đến tiêu chuẩn chung của thế giới.
Macquarie có nhiều ngành học nổi tiếng như kinh doanh, tài chính,... Viện Đại học Macquarie đã phát triển và giữ bản quyền cuốn Từ điển Macquarie.

## Các thành tựu
Macquarie được Shanghai Jiao Tong University Academic Rankings of World Universities xếp hạng trong 300 trường đại học tốt nhất trên thế giới, trong top 40 tại châu Á-Thái Bình Dương, và xếp hạng 8 tại Úc.
Macquarie còn được tạp chí Times xếp hạng 192 trên toàn thế giới.
Trường được xếp hạng 200 theo QS World University Rankings 2022.

## Khoa
Đại học Macquaire có rất nhiều khoa tiêu biểu:

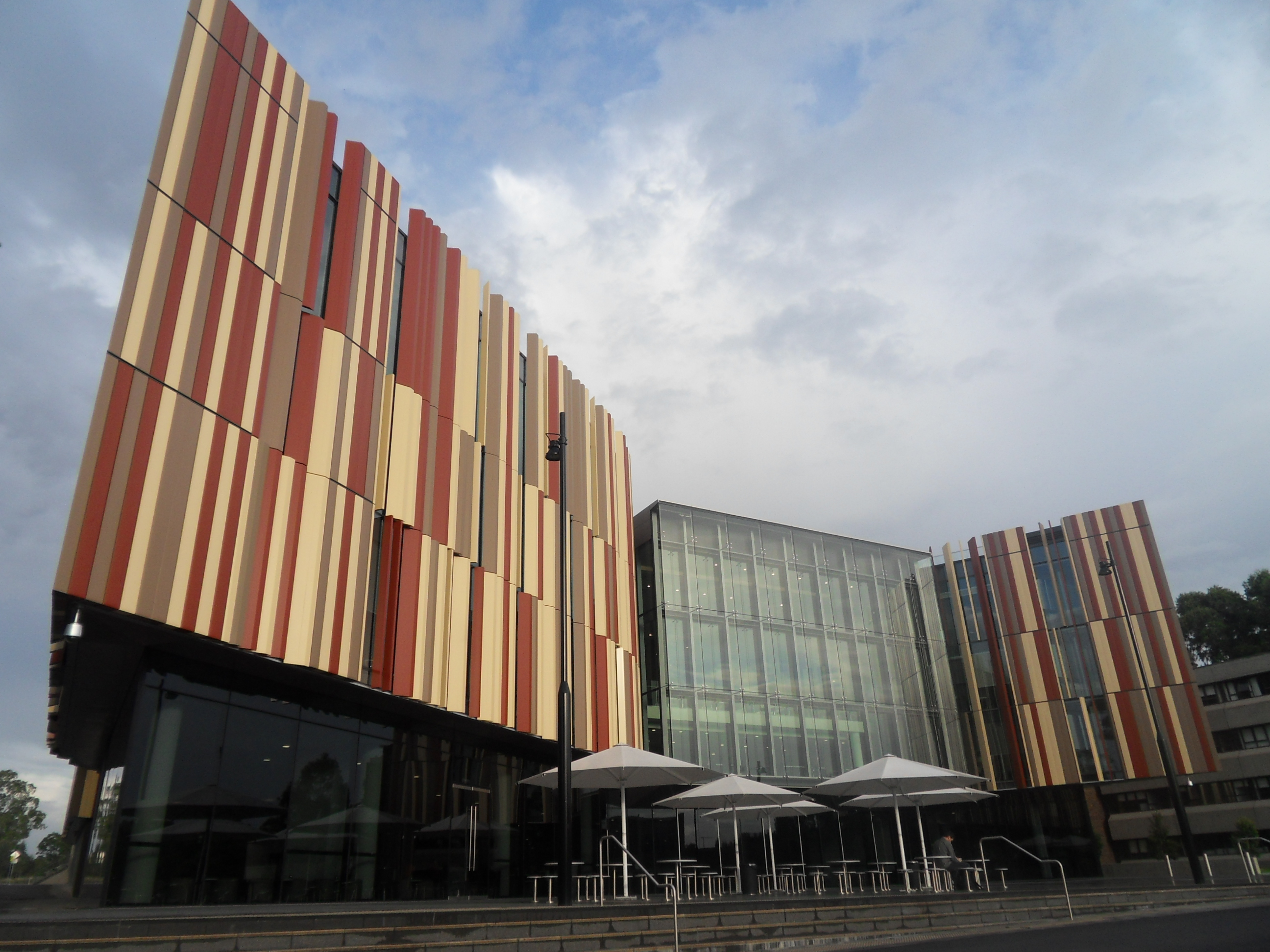
Thư viện đại học Macquaire

- Policing, Intelligence and Counter Terrorism
- History
- International Studies
- Philosophy
- Sociology
- Law
- Finance
- Accounting and Finance
- Business
- Economics
- Management
- Education
- Linguistics
- Psychology
- Biological Sciences
- Chiropractic
- Computing
- Environment
- Environment and Geography
- Mathematics
- Physics and Engineering
- Statistics

## Các trường đối tác
- SIBT: sinh viên có thể đăng ký học bằng Diploma SIBT, kết quả tốt nghiệp sẽ được xem như kết quả năm 1 của Macquarie và sinh viên sẽ được học tiếp vào năm 2 của đại học Macquaire.
- ICMS: sinh viên tốt nghiệp tại ICMS sẽ được học tiếp vào năm 2 của Macquarie.